# Ismar Čirkinagić
Ismar Čirkinagić (født 1973 i Prijedor i det tidligere Jugoslavien og nuværende Bosnien-Hercegovina) er en dansk kunstner med bosnisk baggrund. Čirkinagić kom til Danmark i 1992 umiddelbart efter krigen i det tidligere Jugoslavien brød ud og tilbragte tre år i flygtningelejre i Danmark. Krig og eksil blev vendepunktet i Čirkinagićs liv og har være omdrejningspunktet for- og en kilde til inspiration for hans efterfølgende kunstneriske produktion.
I 2006 tog han afgang fra det Kongelige Danske Kunstakademi, hvor han var tilknyttet Ursula Reuter Christiansens malerskole.
Siden da har han arbejdet kunstnerisk og opholdt sig mellem Prijedor og København.

## Tematikker
I sin kunst er Čirkinagić særligt optaget af sociopolitiske emner og behandlede særligt i sin tidlige kunst krigens brutalitet og eftervirkninger med udgangspunkt i en grundig udforskning af den etniske udrensning, der fandt sted i Bosnien-Hercegovina.  Værker som for eksempel Cleaning times, som behandler emnet gennem en installation bestående af tekst, fotos, naturmaterialer og beklædningsgenstande illustrerer og samstiller det tilsyneladende hverdagslige med etnisk udrensning på en måde, som kun gradvist henleder beskuerens opmærksomheden på krigens brutalitet. I sine senere værker har Čirkinagić blandt andet arbejdet konceptuelt og kritisk med fokus på Haag tribunalet (BOI, 2012) på indvandrings-/asylpolitik (KPTM, 2010) på forståelser af verden som opdelt i nationalstater (Ocean Europe 2016) og materialiseringen af statsideologier indlejret i bygninger i værket "Bricks of enlightenment" (2010)

## Kunstnerisk praksis og tilgang
Čirkinagićs værker har i løbet af sin karriere udviklet et særligt konceptuelt sprog og betjener sig af forskellige kunstneriske virkemidler. Han har i særlig grad betjent sig af installationen og en kobling af bøger tekst, fotos, audio-video som kunstnerisk tilgang

## Udstillinger
I de senere år har Čirkinagić udstillet både på museer og i kunsthaller i Danmark og internationalt. Blandt de danske udstillingssteder kan nævnes Nikolaj Contemporary Art Center, Kunsthal Charlottenborg, Kunstmuseum Brandts, Esbjerg Kunstmuseum, Sorø Kunstmuseum, Randers Kunstmuseum, HEART Museum of Contemporary Art, ARKEN Museum of Modern Art og Statens Museum for Kunst. Internationalt har han blandt andet udstillet på: Centro de Desarrollo de las Artes Visuales i Havana, Artsi Vantaa Art Museum i Finland, Metropolitan Arts Centre i Belfast, Lviv National Art Gallery i Lviv, Ukraine; Mestrovic Pavilion i Zagreb, Collegium Artisticum, Bosnien Hercegovinas nationalmuseum i Sarajevo samt på ARoS Triennial, SOCLE DU MONDE Biennalen og Liverpool Biennalen.
Cirkinagics kunstværker findes i dag i flere danske offentlige samlinger, såsom Statens Kunstfond, Nationalmuseet for Fotografi, ARoS Kunstmuseum, Sorø Kunstmuseum og Statens Museum for Kunst SMK, samt i Bosnien Hercegovinas nationalmuseum og Museet for samtiddskunst, Ars Aevi, i Sarajevo.